# Maria Oksentiyivna Prymachenko
Maria Oksentiyivna Prymachenko (tiếng Ukraina: Марія Оксентіївна Примаченко   Оксентіївна Примаченко; 12 January 1909 [lịch cũ 30 December 1908] năm  – 18 tháng 8 năm 1997) là một họa sĩ nghệ thuật dân gian người Ukraina theo phong cách nghệ thuật ngây thơ. Là một nghệ sĩ tự học, bà hoạt động trong lĩnh vực hội họa, thêu thùa và gốm sứ.

## Đời tư
Prymachenko sinh ra trong một gia đình nông dân và dành phần lớn cuộc đời mình ở ngôi làng Bolotnia, hiện thuộc huyện Vyshhorod, tỉnh Kyiv, chỉ cách Chernobyl 30 km (19 mi). Bà đã đi học trong bốn năm, sau đó bà bị mắc bệnh bại liệt khiến bà bị suy giảm khả năng vận động, ảnh hưởng đến cuộc sống và nghệ thuật của bà. Sau này bà đã mô tả những thử nghiệm nghệ thuật đầu tiên của mình: "Có lần, khi còn là một cô gái trẻ, tôi đang chăm sóc một đàn ngỗng. Khi tôi cùng chúng đến một bãi biển đầy cát, trên bờ sông, sau khi băng qua một cánh đồng rải rác những bông hoa dại, tôi bắt đầu vẽ những bông hoa thật và tưởng tượng bằng một cây gậy trên cát... Sau đó, tôi quyết định sơn tường nhà mình bằng các sắc tố tự nhiên. Sau đó, tôi không bao giờ ngừng vẽ và tô màu nữa."
Trong suốt thời thơ ấu, mẹ của Prymachenko đã dạy bà thêu thùa, và vào cuối những năm 1920 hoặc đầu những năm 1930, bà đã trở thành thành viên của Hợp tác xã thêu thùa Ivankiv. Tài năng của bà đã được nghệ sĩ Tetiana Floru công nhận và đã mời Prymachenko đến làm việc tại Xưởng thực nghiệm trung tâm của Bảo tàng nghệ thuật Ukraina Kyiv vào năm 1935.
Ở Kyiv, Prymachenko đã trải qua hai cuộc phẫu thuật giúp bà có thể tự đứng mà không cần hỗ trợ. Ngoài ra, bà còn gặp được người bạn đời của mình là Vasyl Marynchuk ở đó. Vào tháng 3 năm 1941, con trai của họ Fedir Prymachenko sinh ra ở Kyiv. Bà và Marynchuk không có thời gian để kết hôn trước khi ông ra trận; ông đã không trở về mà tử trận ở Phần Lan. Anh trai của Prymachenko đã bị Đức Quốc xã giết chết. Bà trở về Ivankiv và làm việc tại một trang trại tập thể. Fedir con trai bà cũng trở thành một nghệ sĩ dân gian và bậc thầy của trường phái ngây thơ; ông mất năm 2008. Hai cháu trai của Prymachenko là Petro và Ivan cũng trở thành nghệ sĩ.

## Sự nghiệp

"Chaplun hoang dã" 1977, trên tem bưu chính Ukraina (1999)

"Con quái vật hạt đậu" 1971, trên tem bưu chính Ukraina (1999)

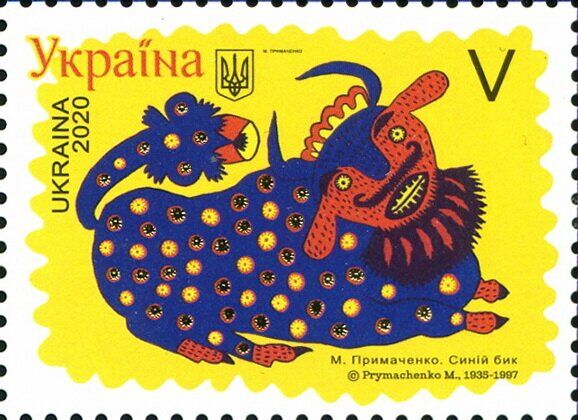
"Con trâu xanh" 1947, trên tem bưu chính Ukraina (2020)

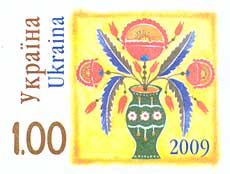
Tem bưu chính Ukraina (2009)

Triển lãm Nghệ thuật Dân gian Cộng hòa đầu tiên năm 1936 trưng bày các bức tranh của Prymachenko. Triển lãm này được tổ chức tại Moskva, Leningrad và Warzawa. Prymachenko đã được trao bằng tốt nghiệp cấp độ một vì đã tham gia triển lãm nghệ thuật dân gian này. Năm 1937, các tác phẩm của bà đã được triển lãm tại Paris.
Các tác phẩm của Prymachenko lấy cảm hứng từ truyền thống dân gian của Ukraina mà cụ thể là Polesia. Chúng thường được tham chiếu đến thế giới tự nhiên và truyện cổ tích. Vào những năm 1930, bà đã chuyển từ thêu thùa sang hội họa, và các tác phẩm của bà trong giai đoạn này được vẽ trên nền trắng. Những nét vẽ táo bạo và biểu cảm của bà đang phát triển và bà đã kết hợp các họa tiết truyền thống của Ukraina theo những cách mới.
Trong những năm 1960 đến 1980, phong cách của bà tiếp tục phát triển, với những bức tranh có bảng màu ngày càng sống động và bà lựa chọn màu nền mới tươi sáng hơn cho các tác phẩm của mình. Vào thời điểm này, bà chuyển từ vẽ màu nước sang vẽ bột màu. Vào những năm 1970, Prymachenko cũng bắt đầu đưa những cụm từ ngắn hoặc tục ngữ liên quan đến chủ đề của tác phẩm vào mặt sau của những bức tranh sơn dầu của mình.

## Giải thưởng và công nhận
Năm 1966, Prymachenko được trao Giải thưởng quốc gia Ukraina Taras Shevchenko. Tổ chức Giáo dục, Khoa học và Văn hóa Liên hợp quốc (UNESCO) tuyên bố năm 2009 là năm của Prymachenko. Một con phố ở Kyiv và một hành tinh nhỏ được đặt theo tên bà. Sau khi tham quan triển lãm Prymachenko ở Paris tại Hội chợ Thế giới năm 1937, Pablo Picasso đã từng nói, "Tôi xin cúi đầu trước phép màu nghệ thuật của con người Ukraina tài năng này."

## Di sản

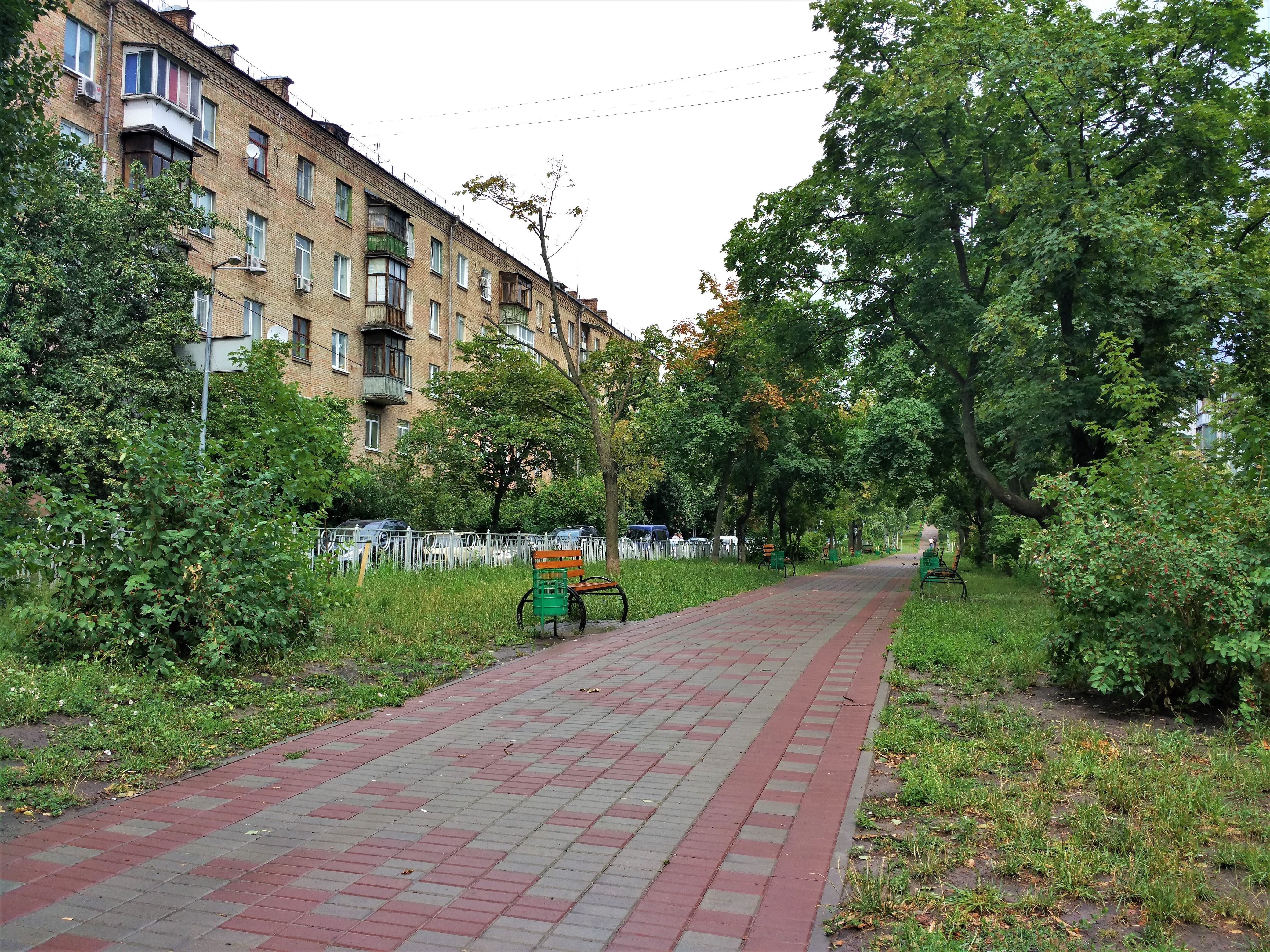
Đại lộ Maria Pryimachenko tại Kyiv

Các tác phẩm của Prymachenko đã được triển lãm trên khắp Liên Xô cũ, Ukraina và các quốc gia khác, bao gồm Ba Lan, Bulgaria, Pháp và Canada. Sách tranh của bà được phát hành rộng rãi trên toàn thế giới. Bức tranh Rat on a Journey của bà đã được nhà thiết kế người Phần Lan nổi tiếng Kristina Isola sao chép thành một thiết kế vải Folks in the Woods, cũng được Finnair sử dụng để trang trí máy bay. Tác phẩm của bà được in trên tem và tiền xu của Ukraina.
Năm 1998, hành tinh vi hình (142624) Prymachenko được Klim Churyumov đặt tên để vinh danh bà.
Hơn 650 tác phẩm của Prymachenko được lưu giữ trong bộ sưu tập của Bảo tàng Nghệ thuật Trang trí Dân gian Quốc gia.
Năm 2019, nghệ sĩ Odesa Stepan Ryabchenko đã dành tặng tác phẩm của mình cho các tác phẩm của Maria Prymachenko, kết hợp bà và những người hùng của ông trong bức tranh toàn cảnh quy mô lớn "Dzherelo", tọa lạc tại Kyiv, số 5 phố Georgii Kirpa.
Năm 2022, Ngôi nhà Ukraina tại Kyiv đã tổ chức một buổi triển lãm nghệ thuật độc đáo mang tên "Maria Paints". Triển lãm bao gồm 100 tác phẩm chưa từng được biết đến của Maria Prymachenko từ bộ sưu tập riêng của nhà phê bình nghệ thuật nổi tiếng ở Kyiv, Eduard Dymshyts.
Vào tháng 10 năm 2023 - tháng 4 năm 2024, các tác phẩm của Maria Prymachenko được trưng bày tại Bảo tàng Ukraina ở New York. Bảo tàng trưng bày hơn 100 bức tranh, tác phẩm gốm độc đáo, áo cánh thêu theo yêu cầu, đĩa gỗ và một số sách minh họa dành cho trẻ em. Đây là triển lãm nghệ thuật đầu tiên của Prymachenko bên ngoài châu Âu.

## Thất lạc tác phẩm
Bảo tàng Lịch sử và Lịch sử Địa phương Ivankiv nơi lưu giữ một số tác phẩm của Prymachenko đã bị thiêu cháy sau một cuộc tấn công có chủ đích vào bảo tàng trong cuộc xâm lược Ukraina của Nga năm 2022, và theo như báo cáo thì 25 tác phẩm của bà đã bị mất. Tuy nhiên, theo bài đăng trên mạng xã hội của nhà báo Tanya Goncharova, người dân địa phương đã cứu được một số tác phẩm của Prymachenko khỏi đám cháy. Theo một cuộc phỏng vấn với chắt gái của Prymachenko là Anastasiia Prymachenko trên tờ The Times, mười tác phẩm của bà đã được một người đàn ông địa phương cứu thoát khi ông này vào bảo tàng trong lúc bảo tàng đang bốc cháy.
Giám đốc Khu bảo tồn lịch sử và văn hóa Vyshhorod Vlada Litovchenko chỉ ra rằng, bảo tàng không chỉ lưu giữ các tác phẩm của Prymachenko mà còn của các nghệ sĩ Ukraina khác như Hanna Veres; bà tuyên bố: "Một trong những mất mát không thể khắc phục được của các cơ quan quản lý lịch sử-văn hóa Ukraina là việc Bảo tàng lịch sử-văn hóa Ivankiv bị kẻ xâm lược phá hủy trong những tháng ngày địa ngục này đối với đất nước chúng tôi."